# Fokföld

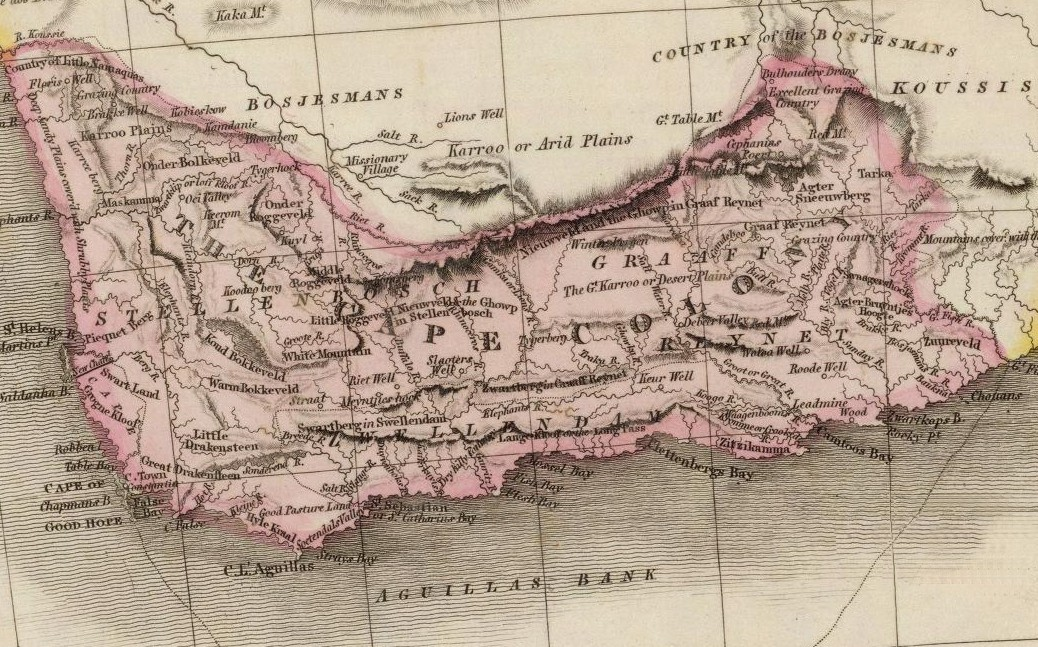
1809-es térkép

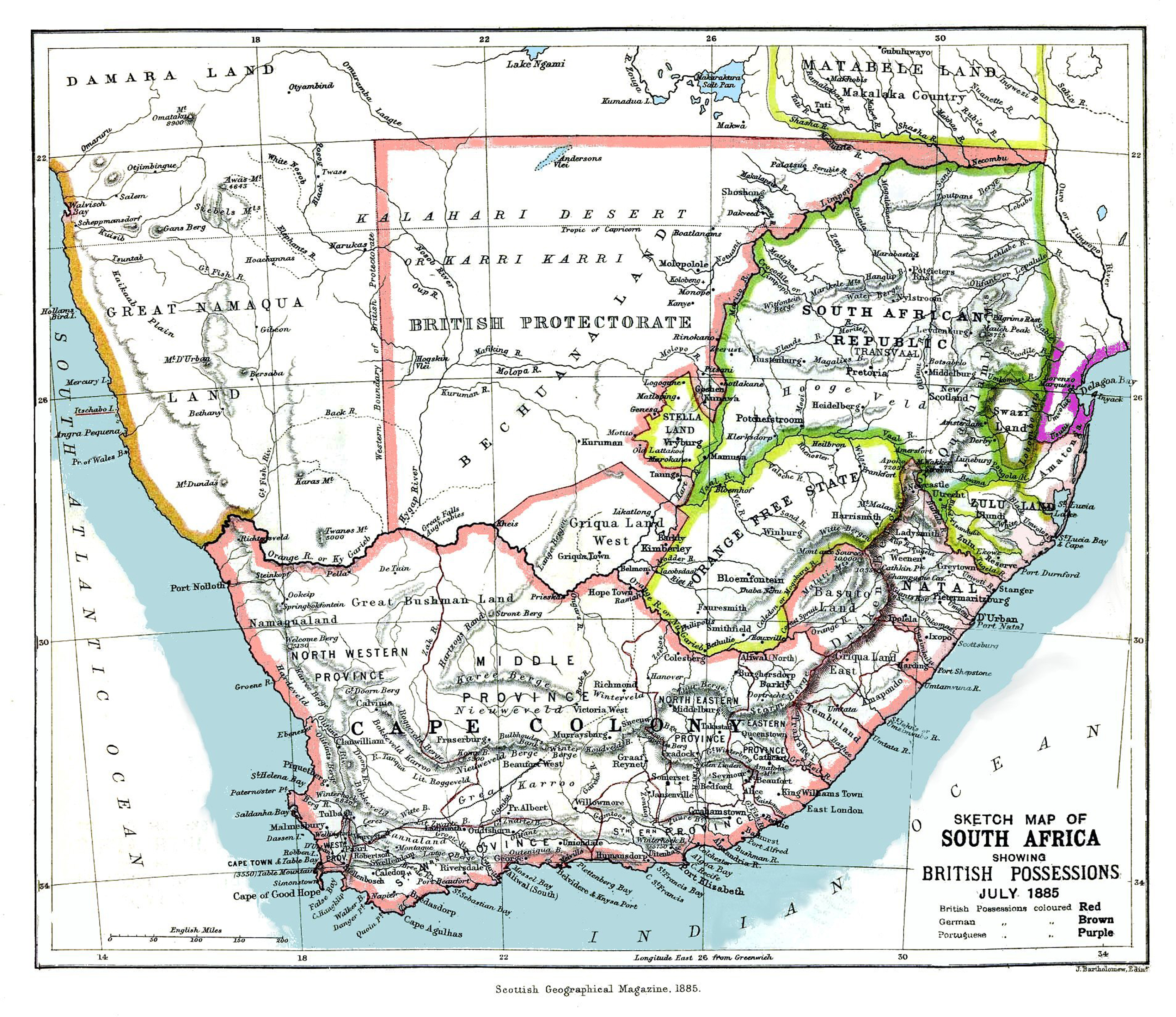
Fokföld és a búr szabadállamok 1885-ben

Fokföld (Kaapkolonie, Cape Colony) holland, majd brit gyarmat volt Afrika déli csücskén.

## Természeti földrajza

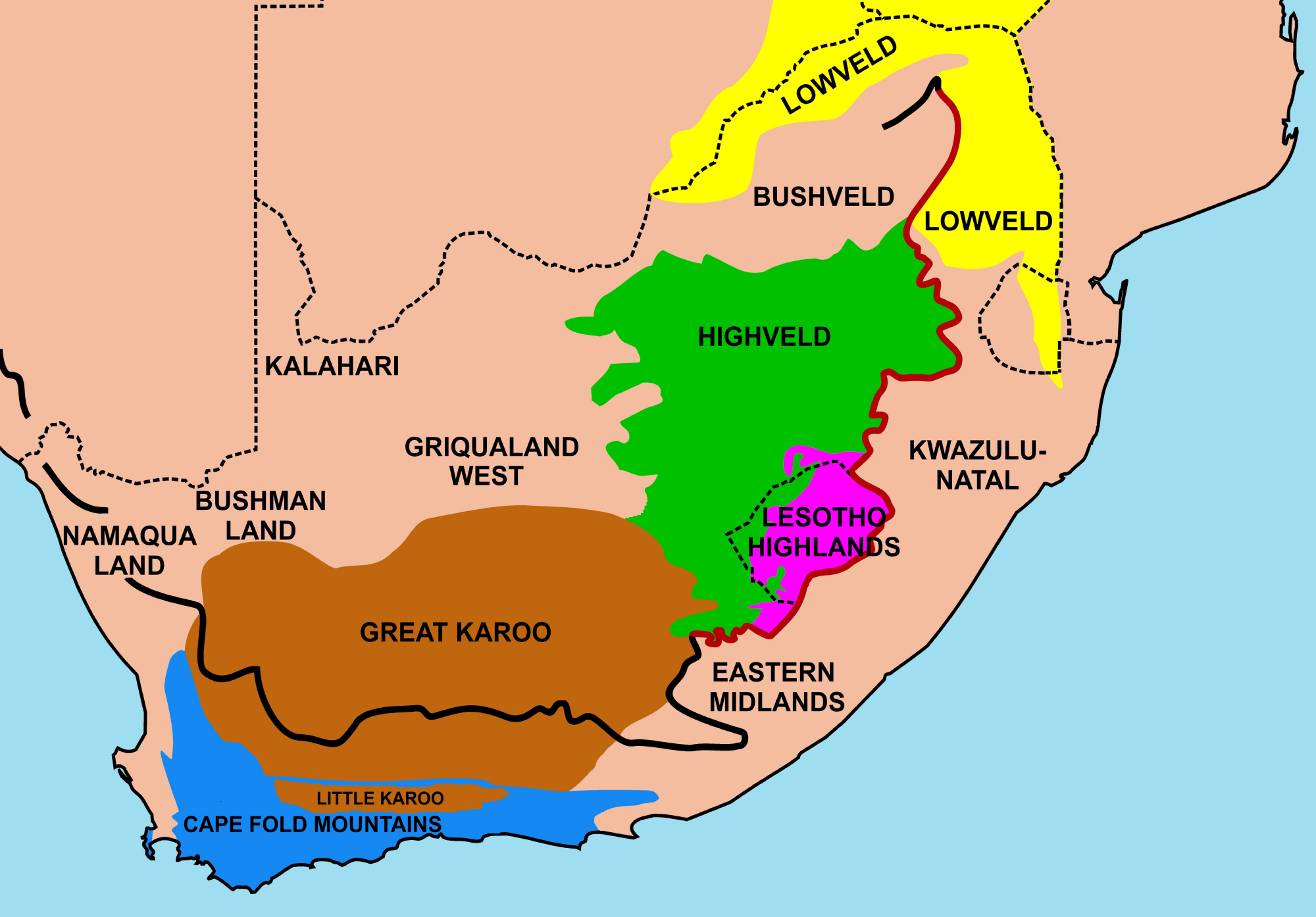
Dél-Afrika természetföldrajzi régiói

Nyugaton, délen és részben keleten az Atlanti- és Indiai-óceán határolta. Északon természetes határa nagy szakaszon az Oranje folyó és a kis Umtata folyó (Pallas). Fővárosa Fokváros (afrikaansul Kaapstad; angolul Cape Town).

### Domborzata, vízrajza
Nyugati tengerpartja tagolatlan, délnyugaton–délen viszont erősen tagolt: itt van egyebek közt a Jóreménység-fok és Afrika legdélibb pontja, az Agulhas-fok. A parti sávot a belső hegyvidékektől illetve fennsíktól a Nagy-lépcső letörése különíti el. Legészakibb része a kavicsos-homokos Karoo sivatag.
Főbb folyói:
- az Atlanti-óceánba ömlő
  - Oranje és mellékvize, a

- - Vaal, valamint
- az Indiai-óceánba ömlő
  - Limpopo; ezek csak torkolatuk közelében hajózhatók (Révai).

### Éghajlata
A déli partvidék mediterrán jellegű téli csapadékmaximummal és száraz, meleg nyárral. A hegységlépcsők hűvösebb és szárazabb éghajlata főleg a juhtenyésztésnek kedvez.

## Története
A gyarmatot 1652-ben alapította a Holland Kelet-indiai Társaság (VOC) nevében Jan van Riebeeck, amikor matrózaival egy vízfelvevő posztot létesített a mai Fokváros helyén. Ezt idővel megerősítették és elosztó raktárrá bővítették. Mivel stratégiailag rendkívül kedvező helyen volt (nagyjából félúton Európa és India között), más nemzetek (a portugálok és az angolok) hajói is mind gyakrabba keresték fel. A hollandok szuverenitásuk biztosítására megépítették Kaapstad erődjét, és tengerészgyalogosokat rendeltek annak védelmére (Zichermann).

### Holland szakasz (1652–1795)
A telepesek eleinte a Társaságtól bérelték földjeiket (fejenként 10 hektárt), amelyeket (főleg Jáváról és Madagaszkárról behozott) rabszolgákkal műveltettek meg. A holland kincstár fő bevételévé hamarosan a rabszolgakereskedelem vált. A gyarmatosítók területüket erőszakosan kiterjesztve sorra foglalták el a bennszülött törzsek földjeit.
1680-ban a VOC tanács a telepeseknek ajándékozta addig bérelt földjeiket, de kereskedelmi monopóliumával és a különféle adókkal továbbra is jelentős extraprofitot fölözött le azok gazdálkodásáról. A mind jelentősebb ön- és közösségi tudatra szert tevő telepesek elkezdték magukat búroknak nevezni (a 'paraszt' jelentésű holland boer szóból), és megszervezték első saját, milícia jellegű fegyveres csoportjaikat.

### Átmeneti szakasz (1795–1806)
A hely stratégiai jelentőségét és jövedelmezőségét felismerő britek fokozatosan növelték befolyásukat a térségben; eleinte főleg azzal, hogy a búrok ellen lázították az erőszakos gyarmatosítókkal elégedetlen bennszülött törzseket. Katonai akcióval 1795-ben próbálkoztak először. A muizenburgi csatában legyőzték a telepeseket, és megszállták a gyarmatot.
A meghódított területet azonban az amiens-i béke rendelkezései szerint vissza kellett adniuk a hollandoknak, és ez a döntés egyike lett a szerződés azon kevés pontjának, amelyeket be is tartottak. A visszakapott területen a hollandok gyorsan erődöket emeltek, a lakosság lojalitásának javítása érdekében pedig megreformálták az államigazgatást és az adórendszert. Mindhiába: az angol csapatok visszatértek, és ezúttal a blaauwbergi csatában győzték le a holland védőket.
Ezután olyan szerződést kötöttek Hollandiával, amellyel látszólag megvásárolták a területet — a gyakorlatban a vételárat elcsalták, illetve ellopták (Zichermann).
A napóleoni háborúkat lezáró bécsi kongresszus (1814–15) Anglia gyarmatának ismerte el Fokföldet.

### Angol szakasz (1815–1910)
Az angol telepesek 1815-től áramlottak tömegesen a frissen annektált gyarmatra. Az angolok teljesen átalakítottál a terület igazgatását, minden pozícióból kiszorították a búrokat. Kötelezővé tették az angol fizetőeszközt, megszüntették a holland nyelv oktatását, (1827-ben) kizárólagos állami nyelvvé tették az angolt. 1833-ban a brit parlament a teljes gyarmatbirodalomban eltörölte a rabszolgaságot. A károsult holland gazdáknak megszavaztak ugyan 20 millió font kárpótlást, de ennek 75–80 százalékát az általánosnak tekinthető brit gyakorlat szerint ellopták, illetve elcsalták, és a ténylegesen kifizetett nagyjából 1,8 millió font többségét is váltókban adták oda.
A fegyveres harcra kevéssé hajlamos, de mind jobban ellehetetlenülő búrok mozgalma lett az 1835-ben kezdett Voortrek (kivándorlás). Követségek küldtek Dingana zulu királyhoz, hogy engedélyezze a kivándorlók letelepülését, Dingana azonban az angol misszionáriusok követelésére felkoncoltatta a küldöttséget. A zuluk rátámadtak a kezdetben gyanútlan búrok táboraira, és jelentős vérfürdőket rendeztek. A búrok végül 1838-ban tudták megvetni lábukat a Fokföldtől északra eső vidékeken. Andriss Pretorius 1838-ban kiáltotta ki Natal Köztársaságot, de ezt a britek négy év múlva a zuluk segítségével megszállták. A fokozódó angol elnyomás elleni felkelés 1845-ben robbant ki, és sikerének hatására a britek 1848-ban elismerték Natal és a kisebb búr kolóniákból alakult Oranje Szabadállam függetlenségét (Zichermann).
A britek ezután se mondtak le a búr és zulu területek meghódoltatásáról, és ez végül sikerült is nekik.
1853-ig a gyarmatot kormányzó igazgatta. ebben az évben elfogadták a gyarmat alkotmányát, és 1854-ben megalakították annak parlamentjét (Révai).
A búr területek teljes annektálása után átszervezték a térség közigazgatását, és a megszállt területeket 1910. május 31-én a Dél-afrikai Unióban egyesítették (Révai).

## Gazdasági élete
A holland szakaszban a gazdaság két meghatározó ágazata az ültetvényeken, rabszolgák munkájával végzett földművelés (gabona, gyümölcs, bor) és a legeltető állattenyésztés volt (juh, szarvasmarha). Az ipar és a kereskedelem a 19. század végén vette át a vezető szerepet, nem kis részben a tartomány gazdag arany- és gyémántlelőhelyeinek köszönhetően (MNL, ÚjIdők).